# David White (football)
Pour les articles homonymes, voir White et David White.
David White, né le 30 octobre 1967 à Urmston (Angleterre), est un footballeur anglais, qui évoluait au poste d'attaquant à Manchester City et en équipe d'Angleterre.
White n'a marqué aucun but lors de son unique sélection avec l'équipe d'Angleterre en 1992.

## Carrière de joueur
- 1985-1993 : Manchester City  Angleterre
- 1993-1995 : Leeds United  Angleterre
- 1995-1998 : Sheffield United  Angleterre[1]

## Palmarès

### En équipe nationale
- 1 sélection et aucun but avec l'équipe d'Angleterre en 1992.